# Cosmoplatus peruvianus
Cosmoplatus peruvianus là một loài bọ cánh cứng trong họ Cerambycidae.